# Dalt Vila
Dalt Vila es el nombre con el que se conoce a la parte alta del núcleo histórico de la ciudad de Ibiza, capital de la isla de Ibiza (Islas Baleares, España). Desde el año 1999 está inscrita, junto con otros bienes culturales y naturales, como Patrimonio Mundial de la Unesco con el título Ibiza, biodiversidad y cultura.

## Descripción

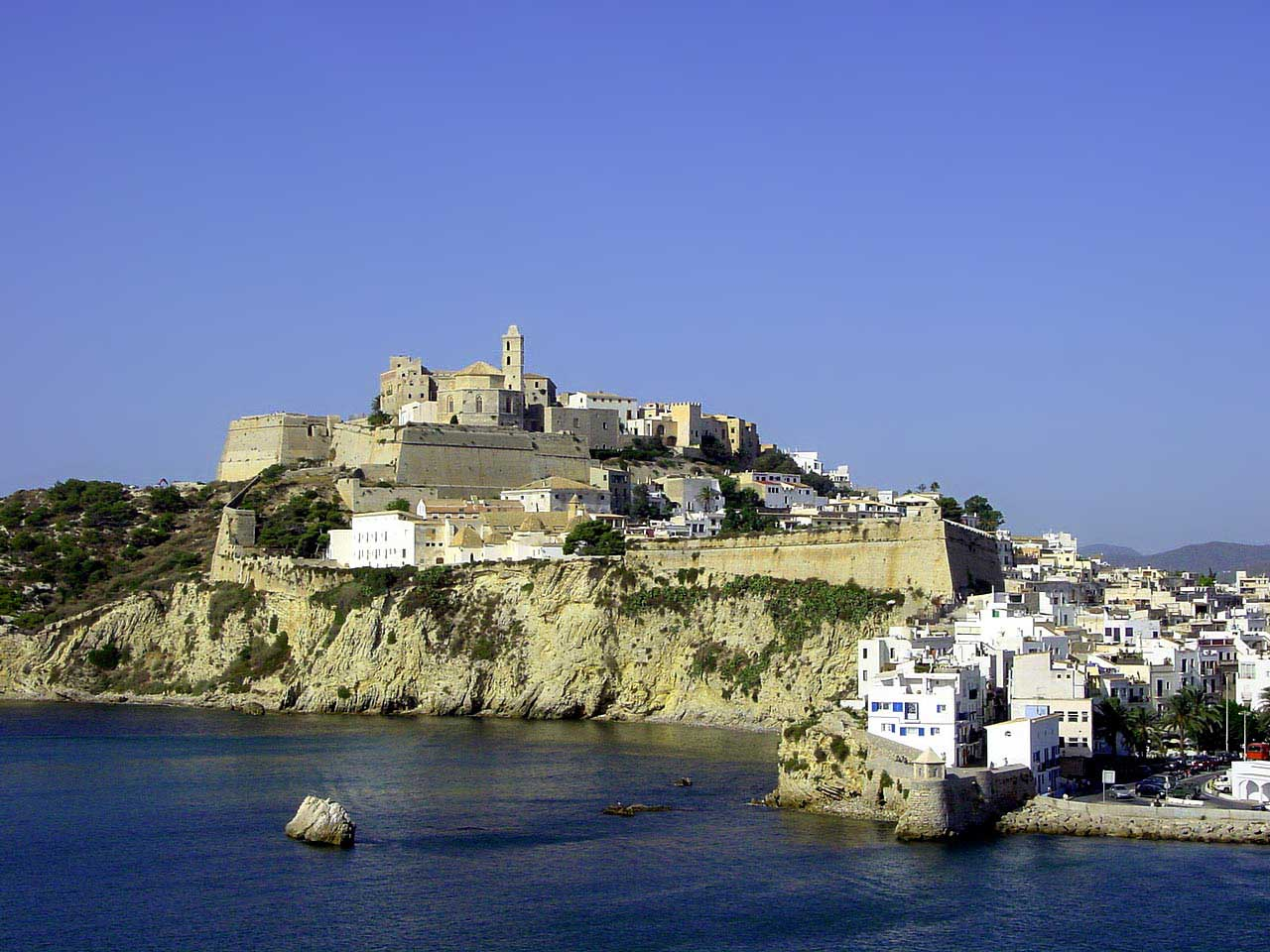
La antigua ciudad alta (Dalt Vila, ‘Encima de la Villa’) de la ciudad de Ibiza, capital de la isla.

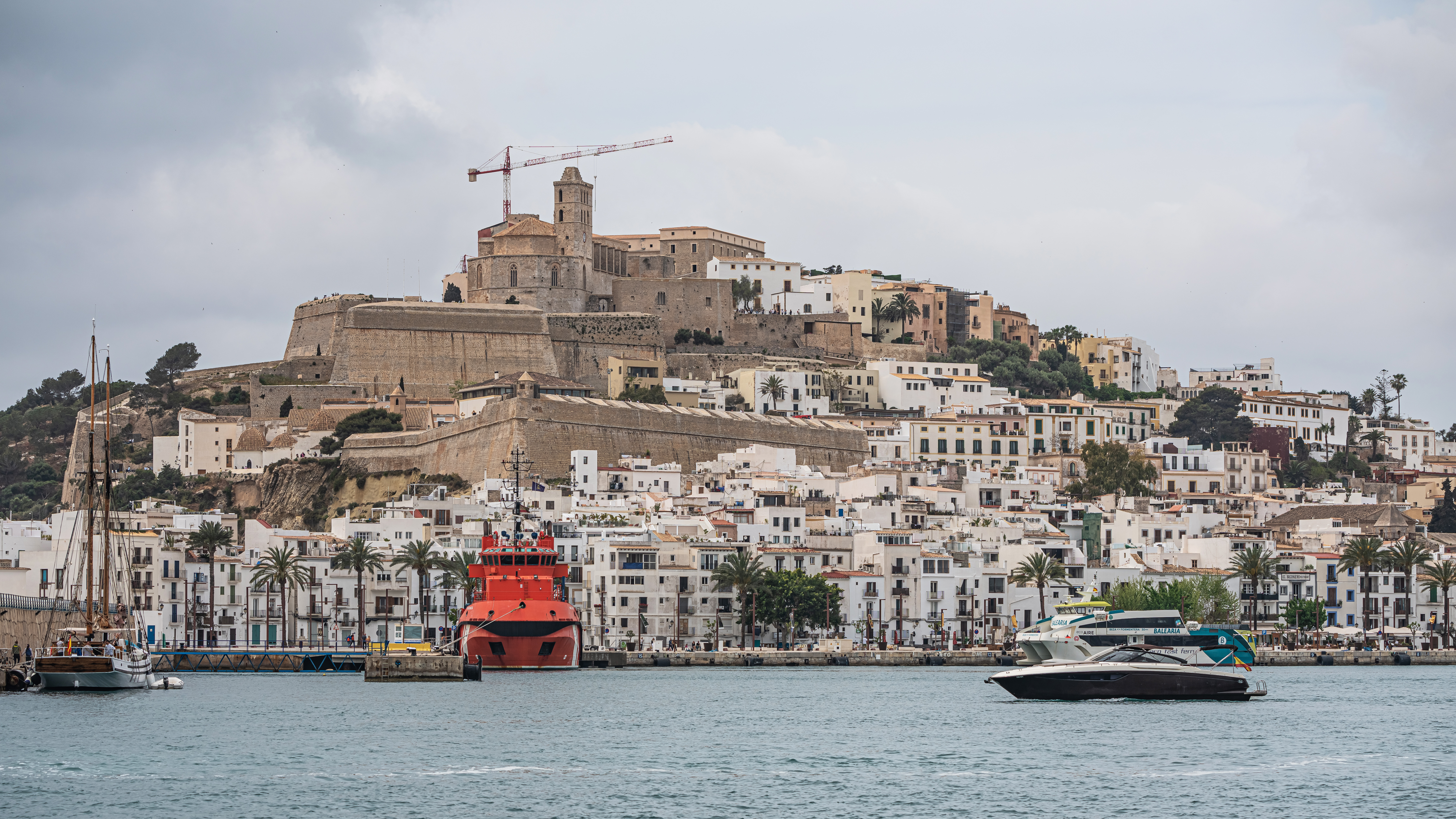
Vista del puerto de Ibiza a nivel del mar, encima suyo la ciudad antigua, año 2023.

Desde la plaza de la Universidad se disfruta de unas vistas impresionantes, al igual que entre las aperturas en los baluartes y sus explanadas. Las antiguas murallas de la ciudad, del siglo XVI en época de Carlos V, construidas con el fin de protegerla de los ataques de los turcos, tardaron cuarenta años en edificarse. El recinto amurallado tiene forma de heptágono irregular y en cada uno de los vértices hay un baluarte defensivo. Existen varios accesos en el recinto normalmente en forma de puertas, salvo el pasadizo des Soto. 
La puerta principal, a la que se accede desde el Mercado Viejo, se denomina Portal de ses Taules. Está flanqueada por dos estatuas romanas y protegida por un puente levadizo. Las otras puertas son: Portal Nou, la Portella de Sella y el pasadizo des Soto. El baluarte de Santa Tecla, es el punto más alto de la ciudad.
El Archivo Histórico de Ibiza se encuentra en el edificio de Can Botino, sede del Ayuntamiento de la ciudad de Ibiza en Dalt Vila.
El espacio ocupado por Dalt Vila es de cerca de setenta mil metros cuadrados. A partir de la calle de Sant Josep se desarrolla el arrabal, en el cual la estrategia defensiva era «casa-muro», es decir, que la misma parte trasera de las casas constituía su protección. Desde la primera mitad del siglo XVI el arrabal contó para su defensa con dos torres de base circular y un foso.
Tanto la ciudad antigua de Ibiza, de origen fenicio, como la posterior villa medieval, fueron un punto clave en las travesías mediterráneas, de aquí la necesidad de fortificaciones para su defensa. La actual imagen del centro histórico amurallado se ha ido configurando desde las épocas medieval y renacentista.